# Entreprise minière et chimique
L’Entreprise minière et chimique, ou EMC, est un établissement public français créé en 1967 dans le but d’assurer une fonction de holding. La procédure de liquidation du groupe débute le 1er janvier 2006. Elle s’achève près de sept ans plus tard, le 26 décembre 2012.

## Histoire

### Création
L’EMC est créée par décret le 16 octobre 1967. Elle remplace et regroupe les Mines domaniales de potasse d’Alsace ainsi que l’Office national industriel de l'azote.

« Il est substitué aux Mines domaniales de potasse d'Alsace et à l'Office national industriel de l'azote un établissement public unique à caractère industriel et commercial, exerçant les mêmes activités, dénommé Entreprise minière et chimique et placé sous la tutelle du ministre de l'industrie. »

— Décret no 67-796 du 20 septembre 1967, Article 1
Le décret prévoit également la création de deux filiales. Ainsi naissent les sociétés anonymes Mines de potasse d'Alsace (MDPA) et Azote et produits chimiques (APC), approuvées par deux décrets le 22 décembre 1967.